# Voto único intransferível
Voto único intransferível (do inglês Single Non-Transferable Vote (SNTV)) é um sistema de votação eleitoral em que os candidatos mais votados são os eleitos.
Este sistema de voto existe em apenas três países: Ilhas Pitcairn, Vanuatu e Jordânia. Era usado pelo Afeganistão  até a queda de Cabul. 

## Votação
Durante a eleição, cada pessoa seleciona um único candidato em uma lista múltipla. Os postos são ocupados pelos candidatos com mais votos.

### Exemplo
Três assentos devem ser ocupados entre cinco candidatos (A, B, C, D e E) de três partidos diferentes (X, Y e Z).
| Votos | Candidato | Partido |
| ----- | --------- | ------- |
| 819   | A         | X       |
| 1,804 | B         | Y       |
| 1,996 | C         | Z       |
| 1,999 | D         | Z       |
| 2,718 | E         | Y       |

C, D e E são os candidatos ganhadores.
Porém, contando os votos por partido, chega-se a esses totais:
| Partido | Votos | Percentagem | Assentos |
| ------- | ----- | ----------- | -------- |
| Y       | 4,522 | 48          | 1        |
| Z       | 3,995 | 43          | 2        |
| X       | 819   | 9           | 0        |

O partido Y teve mais votos que o partido Z, mas recebeu menos assentos por causa de uma distribuição de votos ineficiente entre os candidatos. Se qualquer dos partidos tivesse arriscado preencher os três assentos, isso iria causar ainda mais pulverização dos votos entre os candidatos dos partidos Y e Z. Com isso, haveria a possibilidade de o candidato A do Partido X ganhar um assento, mesmo X sendo o partido com menos votos totais.

## No Brasil
O termo ganhou destaque no Brasil em 2015, após o PMDB defender este modelo numa reforma política. Na proposta apresentada ao Congresso, apelidada de "Distritão", seria extinto o quociente eleitoral - ou sistema proporcional - e os candidatos mais votados ocupariam as cadeiras. Com isso, não haveria mais os chamados "puxadores de votos" - um candidato bem votado que ajuda a eleger outros candidatos menos votados na coligação. A proposta foi rejeitada por 267 votos a 210 e 5 abstenções. Em 2007, na votação do Projeto de Lei 1210/07, a Câmara rejeitou um modelo semelhante a este, que propunha um sistema híbrido em que metade das vagas a que um partido teria direito no sistema proporcional ficaria com os candidatos mais votados individualmente pelo eleitor e outra metade obedeceria à ordem de uma lista partidária. Ele foi apoiada por 203 parlamentares e rejeitada por 240 deputados.

### Críticas
Os defensores do "distritão" alegam que o sistema ficaria mais simples para o eleitor entender. Além disso, ele acabaria tanto com os chamados "puxadores de votos" quanto com a não eleição de candidatos com altas votações por não alcançar o quociente, como ocorreu com Luciana Genro (PSOL-RS), que obteve quase 130 mil votos quando foi candidata a deputada federal em 2010. Segundo Michel Temer (PMDB), defensor do distritão "esse sistema segue o princípio constitucional de eleger os candidatos mais votados. Só se candidatará quem souber que tem chance de se eleger. Isso vai diminuir sensivelmente o número de candidaturas de cada partido e tornará a fala dos candidatos mais programática."
Michel Temer alegou ainda que o distritão iria reduzir custos de campanha e número de partidos, sob o argumento de que os partidos serão mais seletivos quanto ao número de candidatos.
O problema dos "puxadores de votos", no entanto, é praticamente inexistente. Em regra, os deputados mais votados em cada estado são os eleitos, com apenas algumas exceções notáveis. Com a adoção do distritão, nas eleições parlamentares de 2014 no Brasil, apenas 9% dos deputados não seriam eleitos, ao passo que mais de 30,6 milhões de votos seriam desperdiçados, aproximadamente 34% dos votos úteis na eleição.
No entanto, o distritão tem o potencial de enfraquecer os partidos políticos. Assim, ele teria o grave defeito de induzir os partidos a buscar candidatos com perfil de "puxadores de voto", como Tiririca, jogadores de futebol, "famosos" e suas derivações.
Há ainda o "desperdício de votos". "Quando se fala que o distritão é um bom sistema, pois garante a eleição dos mais votados, cabe perguntar para onde vai o voto de milhões de eleitores que votaram em nomes que não se elegeram. Seriam simplesmente jogados fora." - Jairo Nicolau, professor da UFRJ.
Nos anos 1990, o Japão abandonou o distritão sob alegação de que favorecia a lógica da disputa individual e estimulava casos de corrupção e caixa dois. Segundo Jairo Nicolau, professor da UFRJ, “diversos estudiosos apontaram o distritão japonês como um dos principais responsáveis pelo clientelismo, pela corrupção eleitoral e pela fragilidade dos partidos."